# Heike Fleßner
Heike Fleßner (* 14. April 1944 in Esens in Ostfriesland; † 2. Februar 2021) war eine deutsche Erziehungswissenschaftlerin und Professorin mit Schwerpunkt Sozialpädagogik/Sozialarbeit an der Carl von Ossietzky Universität Oldenburg. Ihre wissenschaftlichen Arbeitsschwerpunkte bezogen sich auf Analysen und konzeptionelle Entwicklungen im Bereich einer gender- und diversitätsbewussten Sozialpädagogik. Parallel dazu langjähriges sozialpolitisches Engagement im Bereich der institutionellen Verankerung öffentlicher Kleinkindbetreuung und -erziehung.

## Karriere
Nach dem Lehramtsstudium war Fleßner zunächst von 1966 bis 1971 als Hauptschullehrerin tätig. Im Anschluss wurde sie zur wissenschaftlichen Assistentin und danach zur Studienleiterin an der Universität Oldenburg ernannt. 1980 promovierte sie mit einer historischen Untersuchung über die Entwicklung öffentlicher Kleinkinderziehung auf dem Lande in Deutschland (1870–1924). Ihre Habilitation 1994 (Venia legendi für Erziehungswissenschaft mit dem Schwerpunkt Sozialpädagogik) befasste sich mit dem Thema „Mütterlichkeit als Beruf: Historischer Befund oder aktuelles Strukturmerkmal sozialer Arbeit?“ 1996 erfolgte Fleßners Ernennung zur Hochschuldozentin und zur außerplanmäßigen Professorin an der Carl von Ossietzky Universität Oldenburg. Der Schwerpunkt ihrer Hochschullehre lag im Diplomstudiengang Pädagogik/Studienrichtung Sozialpädagogik und ab 2005 im Studiengang Pädagogik (Bachelor und Master).
Fleßner war Mitbegründerin der Gender-Studiengänge an der Carl von Ossietzky Universität Oldenburg (Magisternebenfach Frauen- und Geschlechterstudien ab WS 1997/98 und BA Gender Studies ab WS 2007/08) sowie ab 2001 des Zentrums für interdisziplinäre Frauen- und Geschlechterforschung (ZFG). 1997/98 war sie für ein Jahr als Gastprofessorin an der Towson University (Baltimore, MD/USA) im Studiengang Women’s Studies tätig. Fleßners Arbeitsschwerpunkte: International Perspectives on Women; Women’s Rights as Human Rights; Girlhood/Female Adolescence. 2001–2009 war sie Direktorin des Zentrums für interdisziplinäre Frauen- und Geschlechterforschung (ZFG) an der Carl von Ossietzky Universität Oldenburg.
1985–1991 war Fleßner Mitglied des Rates der Stadt Oldenburg mit Schwerpunkt auf Stadtentwicklungsplanung und Jugendhilfepolitik, insbesondere öffentliche Kleinkinderziehung (Krippe und Kindergarten). Ab 2013 war Fleßner Vorsitzende des Landesverbandes Niedersachsen der pro familia, Deutsche Gesellschaft für Familienplanung, Sexualpädagogik und Sexualberatung e.V.
Heike Fleßner starb Anfang Februar 2021 im Alter von 76 Jahren.

## Mitgliedschaften
Heike Fleßner war Vorstand der Bertha Ramsauer-Stiftung, Oldenburg, sowie Mitglied des Wissenschaftliche Beirats des Zentrums für Frauen- und Geschlechterstudien (ZIF) an der HAWK Hildesheim / Stiftung Universität Hildesheim.

## Veröffentlichungen (Auswahl)

### Bücher
- Familiengerechte Hochschule. Daten – Herausforderungen – Perspektiven (gemeinsam mit Karin Flaake, Angelika Müller, Juliane Pegel). Oldenburg: BIS-Verlag 2008.
- Mütterlichkeit als Beruf: historischer Befund oder aktuelles Strukturmerkmal sozialer Arbeit. Oldenburg: BIS-Verlag 1995.
- Untertanenzucht oder Menschenerziehung? Zur Entwicklung öffentlicher Kleinkinderziehung auf dem Lande (1870–1924). Weinheim und Basel: Beltz 1981.

### Herausgeberin
- Jungenarbeit. Dialog zwischen Praxis und Wissenschaft (gemeinsam mit Michael Herschelmann und Detlev Pech). Oldenburg: BIS-Verlag 2005.
- Societies in Transition - Challenges to Women's and Gender Studies[8] (gemeinsam mit Lydia Potts). Opladen: Leske und Budrich 2002. With an introduction by Heike Fleßner and Lydia Potts.

### Beiträge (Hand- und Lehrbücher)
- Geschlechterbewusste Pädagogik im Kontext diversitätsbewusster Pädagogik. In: Leiprecht, R./ Steinbach, A. (Hrsg.): Schule in der Migrationsgesellschaft. Ein Handbuch. Bd. 1: Grundlagen - Diversität - Fachdidaktiken. Debus Pädagogik: Schwalbach/Ts. 2015, S. 305–323.
- Geschlechterbewusste Soziale Arbeit. In: Enzyklopädie Erziehungswissenschaft Online (EEO), Fachgebiet Soziale Arbeit/Soziale Arbeit als Profession, hrsg. von W. Schröer und C. Schweppe, Weinheim und Basel: Beltz Juventa 2013, (www.erzwissonline.de: DOI:10.3262/EEO14130279)
- Adoleszente Elternschaft (Lexikonartikel). In: Ehlert, G./Funk, H./Stecklina, G. (Hrsg.): Wörterbuch: Soziale Arbeit und Geschlecht. Juventa: Weinheim 2011, S. 18–20.
- Geschlecht und Interkulturalität - Überlegungen zur Weiterentwicklung einer geschlechterbewussten interkulturellen Pädagogik. In: Leiprecht, R./ Kerber, A.: (Hrsg.): Schule in der Einwanderungsgesellschaft. Ein Handbuch. Wochenschau-Verlag: Schwalbach/Ts. 2005, S. 162–179.
- Women's Studies (Lexikonartikel). In: Kroll, R. (Hrsg.): Lexikon GenderStudies. Stuttgart/Weimar: Metzler 2002, S. 408–410.

### Beiträge (Sammelbände)
- Arbeit und Fürsorglichkeit. Alltägliche Geschlechterverhältnisse und ihre Bedeutung für die Soziale Arbeit. In: Sabla, Kim-Patrick/Plößer, Melanie (Hrsg.): Gendertheorien und Theorien Sozialer Arbeit. Bezüge, Lücken und Herausforderungen. Opladen, Berlin und Toronto: Budrich 2013, S. 79–98.
- Frühe Chancen nutzen! - Die Krippe als präventive Einrichtung. In: Ricking, H./ Schulze, G.C. (Hrsg.): Förderbedarf in der sozialen und emotionalen Entwicklung. Prävention, Interdisziplinarität und Professionalisierung. Bad Heilbrunn: Klinckhardt 2010, S. 198–209.
- Helene Lange - Die Zukunft ist uns noch alles schuldig. In: Anne Kosfeld (Hrsg.): Von der Gelehrtenstube in den Hörsaal. Oldenburger Wissenschaftlerinnen im Wandel der Zeit. Bremen: Hauschild 2009, S. 70–89.
- Frühe Schwangerschaften. (2008) In: Scheithauer, H./Hayer, T./Niebank, K. (Hrsg.): Problemverhalten und Gewalt im Jugendalter. Erscheinungsformen, Entstehungsbedingungen und Möglichkeiten der Prävention. Stuttgart: Kohlhammer 2008, S. 225–238.
- Support for Young Pregnant Women and Juvenile Mothers in Germany. Historical Changes in Concepts and Practices. In: Scheiwe, K./ Willekens, H. (Eds.): Between Autonomy and Dependency: Reproductive Rights, Pregnancy and Motherhood of Teenagers and Young Women - Legal and Social Perspectives. International Journal of Law, Policy and the Family 18. Oxford: Oxford University Press 2004, S. 372–385.

### Beiträge (Fachzeitschriften)
- Sozialraumorientierung in der Sozialen Arbeit: geschichtliche Wurzeln - Entwicklungslinien - aktuelle Herausforderungen. In: Evangelische Jugendhilfe 2011, H. 1, S. 4–13.
- Oldenburger Genderforschung. In: Oldenburger Genderforschung (Themenheft). Einblicke. Forschungsmagazin der Universität Oldenburg, Nr. 43, 2006, S. 3–5.
- Jugend, Geschlecht und pädagogische Prozesse (gemeinsam mit Karin Flaake). In: deutsche jugend, H. 9, 2004, S. 381–388.
- Minderjährige Schwangere in der Beratung - Was soziologische und entwicklungspsychologische Erkenntnisse für die Beratungspraxis bedeuten. In: Niedersächsisches Ministerium für Soziales, Frauen, Familie und Gesundheit (Hrsg.): Herausforderungen in der Beratung Schwangerer. Hannover 2007, S. 43–59.